# Hedwig Wangel

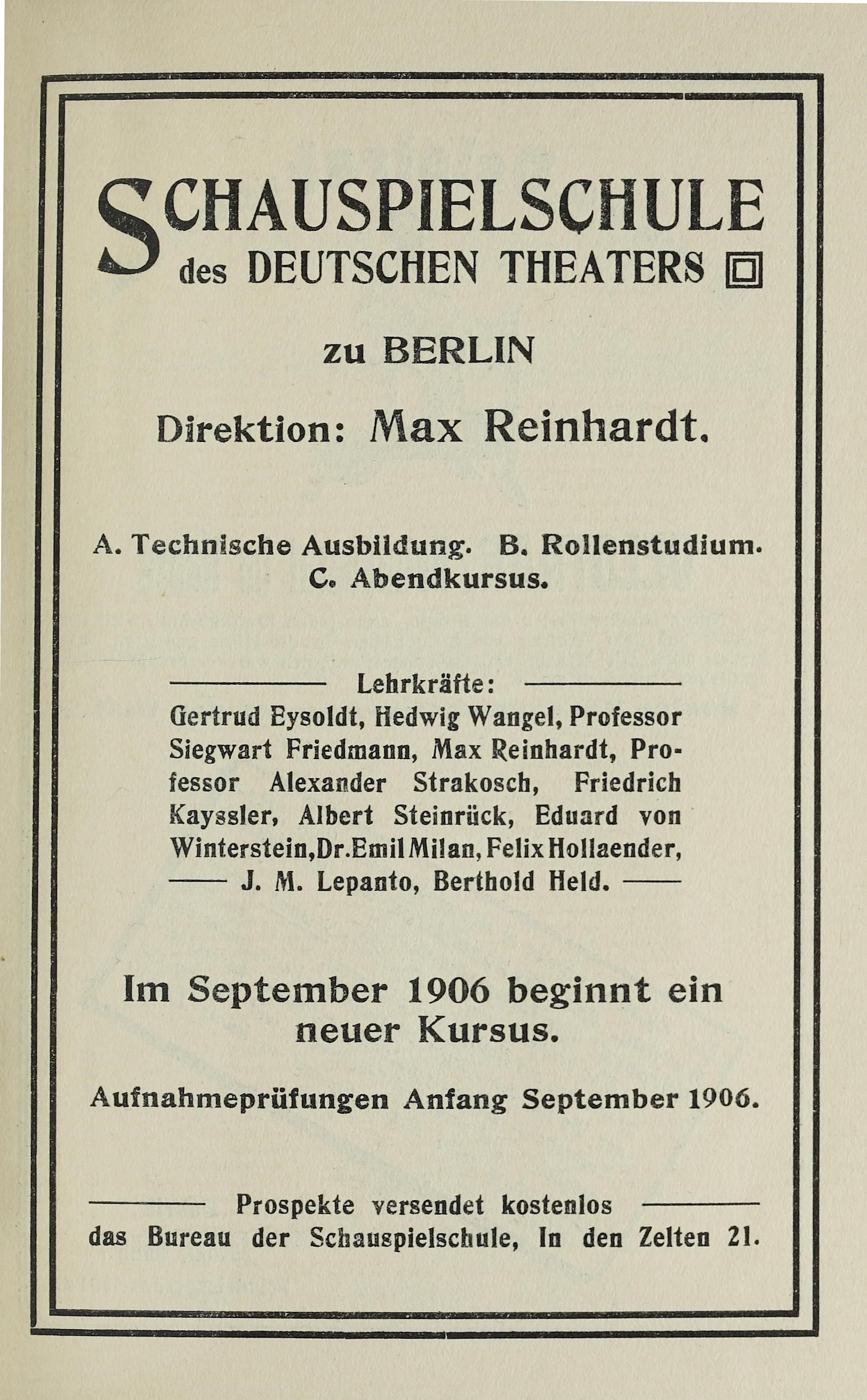
Werbeanzeige der Schauspielschule des Deutschen Theaters Berlin, wo Hedwig Wangel 1906 als Lehrkraft tätig war

Hedwig  Wangel, eigentlich Amalie Pauline Hedwig Simon (* 23. September 1875 in Berlin; † 12. März 1961 in Lohe-Föhrden, Kreis Rendsburg), war eine deutsche Schauspielerin und Hörspielsprecherin.

## Leben
Die Tochter eines Musikverlegers nahm Schauspielunterricht bei Max Grube und lieferte ihr Debüt 1893 bei der Bühnentruppe „Urania“. 1894/95 spielte sie in Detmold, 1896 bis 1898 in Riga, 1898/99 am Berliner Lessingtheater, 1899/1900 am Hoftheater Kassel, 1900/01 tourte sie durch England, 1901/02 agierte sie am Thalia Theater in Hamburg, 1902/03 unternahm sie eine Tournee durch die Niederlande.
1903 folgte ein längeres Engagement am Deutschen Theater in Berlin. In dieser Zeit galt Hedwig Wangel dort als eine der profiliertesten Schauspielerinnen, die mit ihrer tiefen Stimme und kraftvollem Auftreten überzeugend starke Frauenpersönlichkeiten verkörperte.
1909 zog sie sich von der Bühne zurück und betreute in der Sozialfürsorge vorbestrafte Frauen und Mädchen. Ab 1924 spielte sie wieder Theater, um zugunsten ihrer Hedwig Wangel-Hilfe e. V. eine Fachschule für strafentlassene Mädchen finanzieren zu können. Dieser Verein produzierte zwei Filme, nämlich 1926/1927 den kurzen Dokumentarfilm Ein Rettungsanker für Gescheiterte und 1930 den Spielfilm Menschen zweiter Güte, in dem sie mit Julius Meery Regie führte.
Ab Mitte der 1920er Jahre war sie auch als Hörspielsprecherin tätig, u. a. für die Funk-Stunde Berlin und die Nordische Rundfunk AG (NORAG). Beim Hamburger Sender war sie beispielsweise 1927 unter der Regie von Hans Bodenstedt in dem Dreipersonenstück Der Weibsteufel zu hören. Ihre Partner waren damals Karl Pündter und Ernst Pündter. Auch nach Kriegsende stand sie noch einige Male vor dem Mikrophon. Ihr letzter Auftritt datiert aus dem Jahre 1957.
Von 1935 bis 1944 gehörte sie zum Ensemble der Münchner Kammerspiele. In zahlreichen Filmen übernahm Hedwig Wangel meist wichtige Nebenrollen wie die der Königin Victoria in dem Propagandafilm Ohm Krüger. Sie stand 1944 in der Gottbegnadeten-Liste des Reichsministeriums für Volksaufklärung und Propaganda.
Nach dem Krieg gastierte sie an Theatern in München und Berlin.

## Filmografie (Auswahl)
- 1925: Die letzte Droschke von Berlin
- 1926: Kreuzzug des Weibes
- 1926: Dagfin
- 1926: Der Pfarrer von Kirchfeld
- 1926: Staatsanwalt Jordan
- 1926: Überflüssige Menschen
- 1926: Eine Dubarry von heute
- 1926: Die Sporck’schen Jäger
- 1927: Die Vorbestraften
- 1927: Petronella
- 1927: Die Geliebte des Gouverneurs
- 1927/28: Königin Luise (2 Teile)
- 1928: Schneeschuhbanditen
- 1928: Dornenweg einer Fürstin
- 1930: Menschen zweiter Güte
- 1930: Pension Schöller
- 1930: Flachsmann als Erzieher
- 1930: 1000 Worte Deutsch
- 1931: Arme, kleine Eva
- 1931: Wer nimmt die Liebe ernst?
- 1931: Gloria
- 1931: Wäsche – Waschen – Wohlergehen (Industriefilm)
- 1931: Der Herr Bürovorsteher
- 1932: Unter falscher Flagge
- 1932: Drei von der Stempelstelle
- 1932: Ballhaus goldener Engel
- 1932: Das Testament des Cornelius Gulden
- 1932: Flucht nach Nizza
- 1932: Friederike
- 1932: Im Bann des Eulenspiegels
- 1938: Fahrendes Volk
- 1939: Befreite Hände
- 1940: Feinde
- 1940: Was will Brigitte?
- 1941: Kameraden
- 1941: Der Weg ins Freie
- 1941: Ohm Krüger
- 1942: Violanta
- 1942: Geliebte Welt
- 1943: Der unendliche Weg
- 1943: Ein glücklicher Mensch
- 1943: Der Majoratsherr
- 1944: Die Feuerzangenbowle
- 1944/48: Fahrt ins Glück
- 1944/50: Mein Herz gehört Dir
- 1945: Das alte Lied
- 1945: Der Puppenspieler (unvollendet)
- 1947: Menschen in Gottes Hand
- 1948: Amico
- 1949: Frauenarzt Dr. Prätorius
- 1949: Königskinder
- 1949: Liebe 47
- 1950: Kein Engel ist so rein
- 1951: Das Geheimnis einer Ehe
- 1951: Hanna Amon
- 1951: Unsterbliche Geliebte (nach Aquis submersus von Theodor Storm)
- 1952: Rosen blühen auf dem Heidegrab
- 1952: Ich heiße Niki
- 1953: Das Dorf unterm Himmel
- 1953: Ein Herz spielt falsch
- 1953: Alles für Papa
- 1953: Ave Maria
- 1955: Rosen im Herbst
- 1956: Das Sonntagskind
- 1956: Ohne Dich wird es Nacht
- 1958: Die Käserei in der Vehfreude

## Theater
- 1930: Eduard Knoblauch: Der Faun (Mutter) – Regie: Paul Henkels (Lessingtheater Berlin)
- 1933: Henrik Ibsen: John Gabriel Borkman (Frau Borkmann) – Regie: ? (Komödie Berlin)

## Hörspiele
- 1925: Henrik Ibsen: Gespenster – Regie: Alfred Braun
- 1926: Hans Sachs: Der fahrende Schüler im Paradeis – Regie: Alfred Braun
- 1926: Hans Sachs: Den bösen Mann gut zu machen – Regie: Alfred Braun
- 1926: Hans Sachs: Der gestohlene Fastnachtshahn – Regie: Alfred Braun
- 1926: N. N.: Im Zoologischen Garten – Regie: Alfred Braun
- 1926: Friedrich Schiller: Maria Stuart – Regie: Alfred Braun
- 1926: Hans Brennert, Jon Lehmann: Der Flieger – Regie: Alfred Braun
- 1927: Gerhart Hauptmann: Der Biberpelz. Eine Diebeskomödie – Regie: Ernst Pündter
- 1927: Johann Wolfgang von Goethe: Faust. Der Tragödie erster Teil – Regie: Hans Bodenstedt (auch Bearbeitung); Harald Röbbeling
- 1927: Karl Schönherr: Der Weibsteufel – Regie: Hans Bodenstedt
- 1927: Heinrich von Kleist: Der zerbrochne Krug – Regie: Ernst Pündter
- 1927: Molière: Sganarelle – Regie: Ernst Pündter
- 1927: Gerhart Hauptmann: Fuhrmann Henschel – Regie: Victor Heinz Fuchs
- 1927: N. N.: 3. Teil: Max Reinhardt – Regie: N. N.
- 1950: Alexander Puschkin: Pique-Dame – Regie: Heinz-Günter Stamm
- 1950: Gerda Corbett: Freundinnen – Regie: Heinz-Günter Stamm
- 1950: Ernst Theodor Amadeus Hoffmann: Der goldene Topf. Ein Funkmärchen – Regie: Helmut Brennicke
- 1951: Gabriel Honoré Marcel: Der Bote – Regie: Ludwig Cremer
- 1951: Ernst Penzoldt: Die portugalesische Schlacht – Regie: Otto Kurth
- 1955: Leopold Ahlsen: Philemon und Baucis – Regie: Fritz Schröder-Jahn
  - Auszeichnung: Hörspielpreis der Kriegsblinden, 1956
- 1955: Noël Coward: Morgen um diese Zeit – Regie: Ludwig Cremer
- 1956: Reinhold Schneider: Elisabeth Tarakanow – Regie: Ulrich Lauterbach
- 1957: Georges Simenon: Frau Maigret als Detektiv – Regie: Otto Kurth
- 1957: Graham Greene: Das Geheimnis – Bearbeitung und Regie: Wilhelm Semmelroth
- 1957: John P. Wynn: Inspektor Hornleigh auf der Spur (1. Staffel: 7. Folge) – Regie: Hermann Pfeiffer